# Santo Antônio, Olhai por Nós
Santo Antônio, Olhai por Nós foi o enredo apresentado pela Novo Império no Carnaval de Vitória no desfile de 2022, que garantiu o campeonato, quebrando o jejum de 33 anos sem título no Grupo Especial de Vitória. Teve seu samba-enredo composto por Arthur Nicolau, Douglas Azevedo, Gabriel Nicolau, Rogério Barbosa, Thieter Ebani e Vitor Fracalossi. 
O enredo, foi desenvolvido pelo carnavalesco Petterson Alves, a escola já contava até mesmo com o samba oficial, porém, Petterson teve que sair da agremiação e então Paulo Balbino desenvolveu o resto do carnaval da escola.  O tema abordava a história de Santo António, conhecido como o santo casamenteiro.
A Novo Império foi a terceira escola a desfilar no Sambão do Povo, e venceu com apenas 3 décimos de diferença da vice-campeã, Mocidade Unida da Glória. 

## Antecedentes

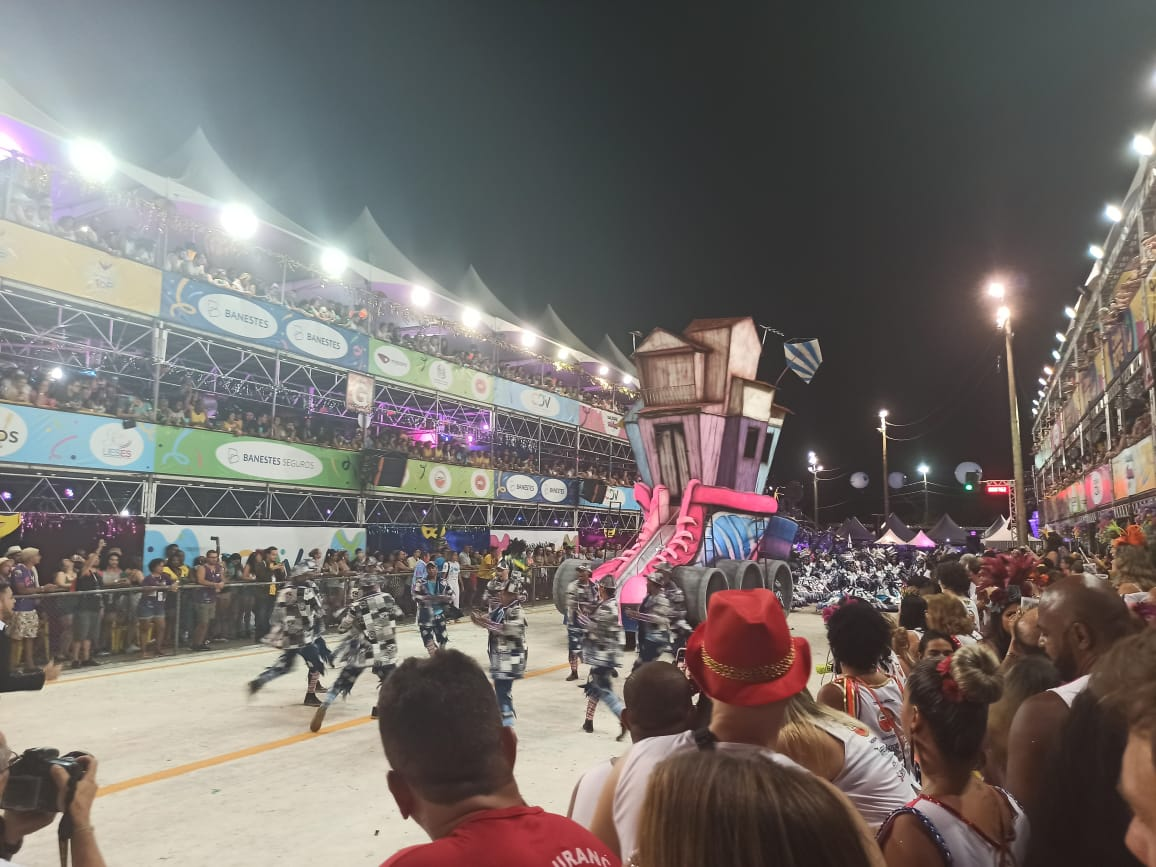
Alegoria da Novo Império no desfile de 2020.

A Novo Império foi fundada com o nome Império da Vila Rubim, em 20 de dezembro de 1956 e foi rebatizada em 1974. Sob o novo nome, o primeiro campeonato da agremiação foi em 1980, com o enredo "O Incrível Reino da Fantasia". A escola caiu para o Grupo de Acesso pela primeira vez em 2015, mas só ficou lá por um ano, e já subiu novamente.

### Preparação para 2022
Após a pausa nos desfiles por conta da Pandemia de COVID-19, a escola anuncia o enredo sob o nome de “Isso é lá com Santo Antônio – O bem amado de Deus”,  a agremiação já contava até mesmo com seu samba-enredo escolhido mas com a saída de Petterson Alves, o novo carnavalesco Paulo Balbino, reescreveu o enredo e o renomeou para "Santo Antônio, Olhai por Nós"

## Julgamento oficial
A Novo Império venceu com apenas 3 décimos de diferença da vice-campeã, Mocidade Unida da Glória, e com esse campeonato rompeu a hegemonia da MUG e Boa Vista, que durava desde 2010. Com esse título, a escola garantiu o sétimo título Grupo Especial. 
A agremiação foi penalizada em 2 décimos por ter mais de 15 componentes aparentes na comissão de frente, que estava sem o tripé principal que integrava a comissão